# Alan Ameche
Alan Ameche (Kenosha, 1 juni 1933 – Houston, 8 augustus 1988) was een voormalig Amerikaans American football-Fullback. Hij speelde van 1950 tot 1954 College football voor de Universiteit van Wisconsin, waar hij in 1954 de Heisman Trophy won. Ameche speelde vijf seizoenen in de NFL voor de Baltimore Colts waar hij in deze korte periode zeer succesvol was.

## Universitaire carrière
Ameche speelde als Linebacker en Fullback voor de Wisconsin Badgers, het footballteam van de universiteit. Hij kreeg tijdens zijn carrière daar meerdere onderscheidingen. In zijn vier jaar spelend als fullback behaalde Ameche 3,212 yards, en een toen NCAA record van 25 touchdowns, ook had hij een gemiddelde van 4.8 yards per poging. Ameche won in 1954 de Heisman Trophy, Ameche was de eerste speler van Wisconsin die de prijs won. 
Ameche is een van zes Wisconsin footballspelers wier rugnummer uit de roulatie genomen is (35). De andere zijn mede-Heismanwinnaar Ron Dayne (33), Elroy Hirsch (40), Dave Schreiner (80), Allan Schafer (83), en Pat Richter (88). Ameche werd in 1967 toegelaten tot de Wisconsin Athletic Hall of Fame, de College Football Hall of Fame in 1975, en de Rose Bowl Hall of Fame in 2004.

## Professionele carrière
Ameche werd als derde gekozen in de NFL Draft van 1955. Ameche speelde vervolgens vijf jaar in de NFL. Ameche werd vier keer verkozen tot Pro-Bowler en werd in zijn eerste seizoen gekozen als Rookie of the Year. 
Ameche behaalde tijdens zijn carrière een gemiddelde van 4.2 yards per poging, tevens vestigde hij het record voor meeste rushing yards in zijn eerste 3 NFL wedstrijden, dit record werd in 2005 verbroken door Carnell "Cadillac" Williams.
Vanwege het scheuren van zijn Achillespees in december 1960 moest Ameche zijn carrière vroegtijdig stopzetten. Ameche eindigde zijn relatief korte carrière met 4,045 rushing yards, 101 gevangen passes die 733 yards opleverden en 44 touchdowns. 

## Overlijden
Ameche overleed op 55-jarige leeftijd na een hartaanval, Ameche had al meerde keren een overbruggingsoperatie ondergaan.